# Eilema heimi
Eilema heimi là một loài bướm đêm thuộc phân họ Arctiinae, họ Erebidae.